# Мирские
Мирские — посёлок в Погарском районе Брянской области России. Входит в состав Борщовского сельского поселения.

## География
Находится в южной части региона на расстоянии приблизительно 13 км на юго-запад по прямой от районного центра города Погар. Неподалёку расположено Мирское меловое месторождение.

## История
Основан в первой половине XX века, работал одноимённый колхоз. На карте 1941 года отмечен как поселение с 32 дворами.

## Население
| 2010 | 2013 |
| ---- | ---- |
| 41   | ↘39  |

Численность населения: 156 человек (1926 год), 61 (русские 100 %) в 2002 году, 41 в 2010.

## Инфраструктура
Основа экономики — сельское хозяйство .

## Транспорт
Выездная дорога к автодороге «Погар — Стародуб — Андрейковичи (ОП РЗ 15К-1907).